# かの香織
かの 香織（かの かおり、Caoli Cano ）は、日本の女性シンガーソングライター、日本酒蔵人。
作詞家、作曲家、音楽プロデューサー、ナレーター （テレビコマーシャルが中心）としての活動も多い。宮城県栗原市出身で、実家は1757年（宝暦7年）創業の造り酒屋であり、12代目として実際に酒造りに関わりながら日本酒の世界と日本の伝統文化を応援している。2011年の東日本大震災の被災を契機に支援活動を開始する。2016年に、子どものための心の復興支援や医療現場へ大事な一曲を届ける支援「ワンソングプロジェクト」を主軸とした非営利法人 一般財団法人オーバーザレインボウ基金を震災復興地・宮城県に設立する。

## 概説
国立音楽大学声楽科在学中、早稲田大学の音楽サークルでバンド「ショコラータ」(Cioccolata)を結成し、ボーカル、作詞作曲を担当する。デビューとなった原宿のクラブ「ピテカントロプス・エレクトス」でライブや80年代のファッションやアートカルチャーシーンを先駆けるカセットマガジン「TRA」でアルバムリリースなどを経て、1985年にキングレコードからメジャーデビューする。ベルカントを用いイタリアオペラと現代ポップスを融合させた斬新な音楽性で、当時イタリアの未来派などに傾倒していた坂本龍一をはじめ業界内で絶賛されるが1986年に発展的に活動を休止する。
のちにCM音楽の制作や他アーティストのレコーディングやセッション等への参加、ミック・イタヤ、森美幸とのビジュアルプロジェクト「ステラフィーネ」などでのデザイン活動を経て、1991年6月21日にSONYからソロデビューする。作風もショコラータ時代のアヴァンギャルドなものからJ POPへと転換した。1994年にシングル『青い地球はてのひら』がJ-WAVE等首都圏FM局でヘヴィー・ローテーションされ、独特の声質と多彩な表現力を合わせ持つヴォーカルと、内外の一流ミュージシャン達が集うサウンドで音楽ファンを中心に支持を集める。1998年に“なごみ系”と称するセルフプロデュース・プロジェクト「COCU*」（コキュウ）の作品を発表、後の癒し音楽ブームに先鞭をつけた。
2000年代以降はインディーズレーベルへ移行する。近年は他アーティストへ詞曲提供やプロデュースを中心に活動していたが、2005年9月7日に通算10枚目のアルバムとして、セルフカバー・アルバム『C』（ツェー）、2007年6月17日にベスト・アルバム『エンジェルソングス 〜 ザ・ベリーベスト・オブ かの香織 〜』、それぞれをリリースする。作詞・作曲家としてユニバーサル・ミュージック・パブリッシングと契約し、J-POP、K-POP、栗原市市民歌など幅広く提供している。アニメ作品の楽曲も1990年代より継続的に手掛け、近年は岩崎琢作曲のアニメ音楽へ歌詞提供も多い。

## 人物
無類の旅好きとして知られ、グルメやファッションなども造詣が深く、ライフスタイル提案型の女性向け雑誌等によく登場する。2006年に料理本『素食が贅沢』を刊行する。
造り酒屋に弟子入りして修行ののちに2002年から家業「はさまや酒造店」の12代目として酒造りに携わり、血縁にあたるアララギ派の女流歌人原阿佐緒の名を冠した日本酒を自ら造っている。
酒造を基点にした食と宮城県の地域文化発展に関する復興支援活動や、宮城ゆかりの文化人で設立したチャリティー団体「みやぎびっきの会」として さとう宗幸、稲垣潤一、山寺宏一らとともに音楽を通じた東日本大震災の被災児童のために被災県の学校の楽器修理支援活動を行なっている。 2016年3月に非営利活動一般財団法人オーバーザレインボウ基金の代表として支援活動を始め、活動の枠を広げた。2013年以降、宮城県「みやぎ絆大使」、栗原市「栗原市ドリームアンバサダー」それぞれに任命される。2019年日本童謡学会理事に就く。

## COCU*
COCU*（コキュウ）は、かの香織を中心に1998年から1999年にかけて活動していた、セルフユニットである。ポリスターから、フルアルバム2枚、マキシシングル1枚を発表した。かの自身やボーイソプラノによるボーカルを中心に、サンプリングされた自然音や、シンセサイザー音を組み合わせた音が特徴である。第一作の『AROMATICA』においては、アロマテラピーのコンセプトが取り入れられた。一般的なジャンル区分によればアンビエント、ニューエイジ・ミュージックにみなされる。
共同作業者としては、第一作は福岡ユタカが、第二・三作においては大庭良治が、それぞれ共同プロデューサーとして参加している。
アルバム『dreamatica』収録の「Sanctuary in your pocket」や「Universal Friends」は、2000年代に入って、かの自身によりセルフカバー収録されたほか（それぞれ『C』『Angel Songs』に収録）、ライブ演奏もされている。

### ディスコグラフィー
- AROMATICA  (1998年7月1日, Polystar)
- Sanctuary in your pocket (マキシシングル, 1999年9月1日, Polystar)
- dreamatica  (1999年9月15日, Polystar)

## はさまや酒造店
はさまや酒造店（はさまやしゅぞうてん。迫屋酒造店）は、宮城県栗原市高清水にある造り酒屋である。1757年に創業し、2003年にかの香織が第12代当主を継承して蔵人として日本酒造りに参加する。香緒にとって日本酒造りを経験することでクリエイティブな精神にプラスとなる。
宮城県沖地震 (1978年)により自蔵が倒壊し、以後は栗原市金成有壁の萩野酒造で生産している。醸造量は限定的である。ライブハウス ビルボードやハワイ　The Kahalaなどで飲むことができる。
また、2019年に運営会社七清水農園醸造所株式会社を設立し自醸の再開を目指すとしている。2022年にごく少量ながら43年振りに自醸を再開した。

### 主力商品
- 桂泉純米吟醸【阿佐緒】 - かのの遠縁にあたる歌人、原阿佐緒の名を冠した純米吟醸酒。
- 桂泉特別純米酒【こんこん】
- Junmai Ginjo NIJI

## ディスコグラフィー

### シングル
1. TINY LESSON（1991年6月21日, SONY）
2. 青い地球はてのひら（マキシシングル, 1994年5月21日, SONY）
3. ウォーホールと私（マキシシングル, 1994年7月21日, SONY）
4. 夏よ風よ（マキシシングル, 1995年5月26日, SONY）
5. 魔法にかかれ（1995年9月1日, SONY）
6. パリのランデヴー（マキシシングル, 1995年11月22日, SONY）
7. 午前2時のエンジェル（1996年1月21日, SONY）日本ユニシス CMソング
8. BEST FRIEND（1996年9月21日, SONY）
9. キャンドルを消さないで（1996年11月30日, SONY）
10. COLOURED COMPACTS ＃1-blue edition- SPLASH INTO THE BLUE（マキシシングル, 1999年10月21日, DREAM MACHINE）
11. COLOURED COMPACTS ＃2-red edition- 聖夜に-Holy Nightscape-（マキシシングル, 1999年11月20日, DREAM MACHINE）
12. Believer（マキシシングル, 2006年2月8日, Earthly Nine）スティーヴィー・ワンダーの未発表楽曲「Lead Of The Sun」のカバーを収録。

### アルバム
1. fine（ファイン）（1991年7月25日, SONY）
2. VITA（ビータ）（ミニアルバム, 1993年6月21日, SONY）
3. Familia（ファミリア）（ミニアルバム, 1993年11月10日, SONY）
4. EXTRA BRIGHT（エクストラ・ブライト）（1994年9月21日, SONY）
5. 裸であいましょう（1995年9月1日, SONY）
6. ウ・ララ （Oh Là Là）（1996年11月1日, SONY）
7. Specialite〜The Best of Cano Caoli（ベストアルバム, 1998年7月1日, SONY）
8. voyage（セルフカヴァーアルバム, 1998年12月12日, Ki/oon）
9. カナシイ タマシイ (canacy tamacy）（2001年9月19日, Toera）
10. C（ツェー）（セルフカヴァーアルバム, 2005年9月7日, Earthly Nine）
11. Angel Songs〜The Very Best of Cano Caoli（ベストアルバム, 2007年6月17日, Sony Music Direct）

### コンピレーションアルバム
1. 窪田晴男プロデュース　東京的 VOL.1（1989年） - かの香織＋近田春夫として参加。「メカニカ」「夜毎夫人」を収録。
2. Girls at Our Best in Winter!（1995年） - 「ポケット・カルキュレーター〜デンタク」を収録。クラフトワークの曲のカバー。
3. GO! CINEMANIA REEL 4 〜カバー・ロックス（1995年） - 「髪がゆれている」を収録。久美かおりの曲のカバー。
4. トッドは真実のスーパースター（1997年） - 鈴木智文＆かの香織として参加。「Does Anybody Love You」を収録。トッド・ラングレンの曲のカバー。
5. 6人の女性と2人の男性による、純愛的なアルバム〜春〜（2006年） - 「猫が垣根をくぐった時」を収録。
6. ウィンター・ギフト・ポップス（2006年） - 「チョコレートのブランケット」、「first flight」(高野寛&かの香織)を収録。
7. Beautiful Gift（2006年） - 「SUGAR」を収録。
8. Tribute to ELVIS COSTELLO（2007年） - 「SO LIKE CANDY」を収録。エルヴィス・コステロの曲のカバー。
9. Voice Colors 〜あなたといたころ〜（2007年） - 「サヨナラ」（GAOの曲のカバー）、「恋はいつも幻のように」（ホフディランの曲のカバー）、「Finally」（TRICERATOPSの曲のカバー）を収録。
10. Lingkaran for Baby（2007年） - 「Over The Rainbow 虹の彼方に」を収録。
11. X’mas Bossa -The Greatest Christmas Hits In Bossa Style-（2007年） - 「ラスト・クリスマス」(ワム!の曲のカバー)、「Peach X'mas」（岡村靖幸の曲のカバー）を収録。
12. Sakura Bossa -The Greatest Sakura Hits In Bossa Style-（2008年） - 「SAKURA」（いきものがかりの曲のカバー）、「SAKURAドロップス」（宇多田ヒカルの曲のカバー）を収録。
13. ロマンティック・クリスマス（2009年） - 「ラスト・クリスマス」を収録。

### ビデオ
- 僕だけの休暇（1999年1月21日） - 監督：伊藤弘　アルバム『voyage』のメイキング映像を含めたフランスで撮影のショートストーリー

### プロデュース
- 木村えり花
  - 月光ローズ（2007年10月10日）
- naja
  - 火の鳥（シングル, 2003年2月19日）
  - Mr.deja vu（シングル, 2003年5月21日）
  - めまい（シングル, 2003年9月3日）
  - 砂の城（2003年9月17日）
- 米光美保
  - トラベル（シングル, 1997年5月21日）
  - オレンジe.p.（マキシシングル, 1998年8月1日)

### 参加作品
- ショコラータ名義のものについてはショコラータの項目を参照のこと。
- 阿部義晴 - 「月下美人」（アルバム『A』(1994年)収録） 共同作詞、ボーカル
- ゴンザレス三上 - 「Come una bottiglia」「In the Schoolyard」（アルバム『gate of notion』(1993年)収録）　ボーカル
- 坂本龍一 - 「大航海」「Parolibre」（アルバム『未来派野郎』(1986年)収録）　ボーカル
- 崎谷健次郎  - 「Oggi」（1997年）　オペラ・ヴォイス
- 白井良明 - アルバム『カオスでいこう』（1992年）　ボーカル
- 葉加瀬太郎 - 「Brazil」（1997年）　ボーカル
- 平沼有梨 - アルバム『Tears』（2002年）
- 布袋寅泰 - 「ラストシーン」（1996年）　バッキングボーカル
- 三宅純 - 「Para Media」（アルバム『永遠乃掌』（1988年）作詞・ボーカル
- KEN MORIOKA A - 「Plastic Flower」（1999年）　ボーカル
- カーネーション - 「Sweet Baby」「アポロ」「ドラゴン・シャフト」（アルバム『Booby』(1997年)収録）　バッキングボーカル
- 花は咲くプロジェクト - 「花は咲く」（2012年）　ボーカル
- Vita Nova - 「残り火」（アルバム『suzuro』（1997年）収録）　ボーカル
- Bikkis - 「虹を架けよう」（2011年）ボーカル　アルバム『Triple Rainbow』（2013年）　ボーカル
- Lab LIFe - 「ふたりで出掛けよう」（アルバム『PLANET HEADPHONE』(1998年)収録）　ボーカル

### 楽曲提供
- 相田翔子
  - 3,2,1 and 0 作詞：かの香織、作曲：相田翔子、編曲：門倉聡
  - 熱砂 作詞：かの香織、作曲：相田翔子、編曲：門倉聡
- 芦田愛菜
  - ピカピカウサギのマーチ 作詞・作曲・編曲：かの香織
- 安達祐実
  - 雨の日も嵐の日もハリケーンの日も 作詞・作曲：かの香織、編曲：高浪敬太郎
  - ヒトコト 作詞：かの香織、作曲・編曲：葉加瀬太郎
- アンドリュー・ロイド・ウェバー feat. 平原綾香
  - Love Never Dies 作詞：グレン・スレイター、日本語詞：かの香織、作曲：アンドリュー・ロイド・ウェバー
- 飯塚雅弓
  - 優しい約束〜TO MY FRIEND〜 作詞：かの香織、作曲・編曲：長谷川智樹 （アルバム『AERIS』収録）
  - あなたが生まれた日 作詞・作曲：かの香織、編曲：長谷川智樹 （同上）
  - SWEETEST 作詞・作曲：かの香織、編曲：CHiBUN （アルバム『ひまわり』収録）
  - コスモスガーデン 作詞：かの香織、作曲：大津美紀、編曲：宅見将典 （アルバム『10 LOVE』収録）
  - ROSE ROSE 作詞：かの香織、作曲・編曲：cota （アルバム『Crystal Days』収録）
  - Capri blue☆friend 作詞：かの香織、作曲・編曲：長谷川智樹 （同上）
  - Milky Way 作詞：かの香織、作曲・編曲：吉田ゐさお（アルバム『センチメンタルCANDY』収録）
- Itsco
  - 深紅の魚　作詞：かの香織、作曲：朝本浩文
- 上原さくら
  - 青空のゆくえ　作詞・作曲：かの香織、編曲：森英治
- 梅田えりか
  - New Year Song　作詞・作曲：かの香織、編曲：佐久間誠 （アルバム『erika』収録）
- OPD
  - Heavenly peace 作詞・作曲：かの香織、編曲：田辺恵二
- 岡崎律子
  - アクアボニスト (L'aquoiboniste) 作詞・作曲：セルジュ・ゲンスブール、日本語詞：かの香織、編曲：門倉聡
- 奥田美和子
  - さよならエゴイスト 作詞：かの香織、作曲：白川善久、編曲：河野伸
- 我那覇美奈
  - 桜のころ 作詞：山野英明、作曲：かの香織、編曲：青柳誠
  - ルビー色した月の訳 作詞：山野英明、作曲：かの香織、編曲：菊地成孔
  - ねがい 作詞：我那覇美奈・山野英明、作曲：かの香織、編曲：岩代太郎・井上鑑
- 清田まなみ
  - 千の花 千の空 作詞：かの香織・清田まなみ、作曲：植松伸夫、編曲：清田まなみ
- 小柳ゆき
  - once more 作詞：小柳ゆき、作曲：かの香織、編曲：清水信之
- 坂本真綾
  - 雨が降る 作詞：坂本真綾、作曲：かの香織、編曲：斎藤ネコ
  - みずうみ 作詞：坂本真綾、作曲・編曲：かの香織
  - ロードムービー 作詞：岩里祐穂、作曲・コーラス編曲：かの香織、編曲：渡辺善太郎
- sona
  - STARRY 作詞・作曲：かの香織、編曲：米光亮
- 高橋理奈
  - 裸の水 作詞：売野雅勇、作曲：かの香織、編曲：Face 2 fAKE
- 田中理恵
  - アイスティー 作詞・作曲：かの香織、編曲：河野伸
  - I hear you everywhere 作詞・作曲：かの香織、編曲：F.T.C.C.
  - JUDY 作詞・作曲：かの香織、編曲：河野伸
- 丹下桜
  - あなたのやり方でだきしめて 作詞・作曲：かの香織、編曲：新川博
- 長谷川真奈
  - 土曜日のジュリエット 作詞：かの香織、作曲：杉真理、編曲：新川博
- 濱田マリ
  - シンデレラ 作詞：濱田マリ、作曲：かの香織、編曲：菊地成孔
- PALU
  - 100年時が過ぎても 作詞：PALU、かの香織、作曲：森たまき
- 平岩英子
  - ジャスミン 作詞：かの香織、作曲：平岩英子、編曲：板倉文
- 広末涼子
  - あのつくことば。 作詞：広末涼子、作曲：かの香織、編曲：藤井丈司
  - LETTERS　作詞・作曲：かの香織、編曲：CHiBUN
- Hooper
  - 銀のリング 作詞：かの香織、作曲：瀬川英史、編曲：Hooper
- F.CUZ
  - All My Love 作詞：かの香織、作曲：Lim Han Byul、編曲：工藤ともり
- 牧野由依
  - アムリタ 作詞・作曲：かの香織、編曲：藤田哲司
  - CESTREE 作詞・作曲・編曲：かの香織
  - DESTINY 作詞・作曲：かの香織、編曲：山本隆二
  - きみの選ぶみち 作詞・作曲：かの香織、編曲：長岡成貢
- ミネハハ
  - 日曜日〜想い出と誰も呼ばないような日曜日〜　作詞：かの香織　作曲：星勝　編曲：星勝・飯田俊明
- 米良美一
  - ぼくは雨となり星となる 作詞：かの香織、作曲・編曲：門倉聡
- 安野希世乃
  - ミナミカゼ　それはきっと　作詞・作曲：かの香織、編曲：鈴木智文
- 八代亜紀
  - AKI'S HOLY NIGHT 作詞：かの香織、作曲：大澤誉志幸
- 吉野裕行&斎賀みつき
  - 走れ 思うまま 作詞：かの香織、作曲：依田和夫、編曲：Picasso
- 米光美保
  - トラベル 作詞・作曲・編曲：かの香織
  - Field of Dreams 作詞：松尾由紀夫、作曲：かの香織、編曲：CHiBUN
  - オレンジ 作詞：かの香織・米光美保、作曲：かの香織、編曲：河野伸
  - カラフル 作詞：かの香織・米光美保、作曲：かの香織、編曲：河野伸
  - 星 作詞：米光美保、作曲：かの香織、編曲：河野伸
- Rena
  - 讃美歌がながれたら 作詞：かの香織、作曲・編曲：葉加瀬太郎
- 栗原市
  - 栗原の詩（うた） 作詞：かの香織、作曲：渡部勝彦、編曲：吉川和夫
- ソニー仙台FC
  - 藍き獅子たち　作詞：かの香織、作曲・編曲：松本晃彦

### 映画・アニメ音楽
- 11人いる!（1986年） - 挿入歌「記憶」「漂流」の歌唱。
- ゴキブリたちの黄昏（1987年、吉田博昭監督） - 主題歌「ファンタジア」の作詞・歌唱。
- YAWARA!（1989年-1992年） - 挿入歌「LUNCHTIME」の作詞・作曲・歌唱、「夢がはじまる時」（皆口裕子）の作詞・作曲。
- パリのランデヴー（1995年、エリック・ロメール監督） - 日本版イメージソングの作詞・作曲・歌唱。
- 激しい季節（1998年、君塚匠監督） - 主題歌「ばら色の人生」の作詞・作曲・歌唱。
- 死国（1999年、長崎俊一監督） - 主題歌「ぼくは雨となり星となる」（米良美一）の作詞・作曲。
- ちょびっツ（2002年） - 挿入歌「I hear you everywhere」（田中理恵）の作詞・作曲。
- あずみ（2003年、北村龍平監督） - 主題歌「ねがい」（我那覇美奈）の作曲。
- ツバサ・クロニクル 〜鳥カゴの国の姫君〜（2005年） - エンディングテーマ「アムリタ」（牧野由依）の作詞・作曲。
- LOVELESS（2005年） - 挿入歌「走れ、思うまま」（吉野裕行、斎賀みつき）の作詞。
- ゼーガペイン（2006年） - 挿入歌「CESTREE」（牧野由依）の作詞・作曲。
- CODE-E（2007年） - 音楽。下記「MISSION-E」の音楽と共に、サントラ盤『Music★Mission!CODE-E&Mission-E Sound collection』として発売。
- もっけ（2007年） - エンディングテーマ「パノラマ」（橋本まい）の作詞・作曲・編曲。
- 鉄のラインバレル（2008-09年） - エンディングテーマ「雨が降る」（坂本真綾）の作曲。
- ソウルイーター（2008-09年） - 挿入歌「butterfly in the still」の作詞・歌唱。
- 黒執事（2008-09年） - 挿入歌「Die Hasen!」ほかの作詞。
- 刀語（2009-10年） - 挿入歌「Peacock blue eyes」（福岡ユタカ、スージー・キム）の作詞。
- 黒執事 II（2010年） - 挿入歌「Cena d'amore」（川瀬太基）ほかの作詞。
- ベン・トー（2011年） - 挿入歌「Gelida fenice」（小宮一浩）の作詞。
- C（2011年） - 最終回挿入歌「High Heel Shoes In Pink」（伊集加代）の作詞。
- 神様のメモ帳（2011年） - 挿入歌「Teddy」（スージー・キム）の作詞。
- ヨルムンガンド（2012年） - 第24話エンディングテーマ「虹航海」の作詞・歌唱。
- ジョジョの奇妙な冒険（2012年） - 第2部第20話エンディングテーマ「Il mare eterno nella mia anima」（山本耕平）の作詞。
- ガッチャマン クラウズ（2013年） - 挿入歌「Un beau léopard violet」「Ziel der Hydra」（笠原由里）の作詞。
- プピポー!（2013年） - 挿入歌「永遠の記憶に印させて」（瑞沢渓）の作詞。
- 魔法科高校の劣等生（2014年） - 挿入歌「Shilhouette of a Ballerina」（スージー・キム）、「Vespertine Bloom」（Jennifer Skidmore）の作詞。
- 彼岸島 デラックス（2016年） - エンディングテーマ「100年時が過ぎても」（PALU）の作詞。

### その他
- TOKYO POETS VOLUME 1 (1997年) - 森雪之丞プロデュースによる朗読CD、朗読を担当。
- 青空が傍受した少年（2002年） - 売野雅勇プロデュースによるドラマCD、音楽を担当。
- 聖なる脚（2002年）- 同上。

## テレビ番組
- 土曜ソリトン SIDE-B（1995年5月27日、NHK教育）
- グラン・ジュテ 私が跳んだ日（2011年12月22日、NHK教育）

## ラジオ番組
- Shiseido Midnight Faces (J-WAVE、放送終了)
- 酒楽（FM青森ほか、放送終了）
- レギュラー　生放送、収録番組　多数なので省略
- PrimeSeat Salon（OTTAVAとPrimeSeatの共同制作番組） - 2016年2月からプレゼンターとして出演。収録会場の紀尾井町サロンホールのプロデューサーをつとめている関係と思われる[4]。

## 映画出演
- 精霊のささやき（1987年、植岡喜晴監督）
- PHANTASMAGORIA(1998年) - ナレーション。

## 書籍
- 『素食が贅沢 - 素材の味を生かしたカンタンごちそう』(グラフ社 2006年11月) ISBN 978-4766210132